# Réale
Pour l’article ayant un titre homophone, voir Réal.

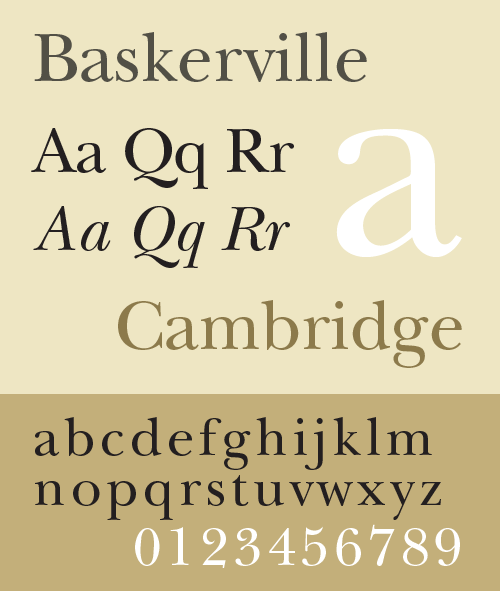
Les réales cherchent à respecter un jeu de modules précis entre les différentes parties des caractères.

Les réales sont une famille typographique de la classification Vox-Atypi. Elles appartiennent, avec les humanes et les garaldes au groupe des caractères dit « classiques » ou « historiques ». De plus, c'est une famille de transition entre les garaldes et les didones, qui sont les premières du groupe des typographies dites « modernes ».
La famille typographique des réales (selon la classification Vox-Atypi) est née de diverses tentatives de géométrisation des garaldes.
On trouve dans cette famille :
- Le Romain du roi, gravé par Grandjean (1693-1723)
- Le Baskerville, de John Baskerville (1757), qui fut racheté par Beaumarchais pour imprimer une édition des œuvres de Voltaire[1],[2].
- Le Times New Roman, sans doute la police à empattements la plus utilisée aujourd’hui.

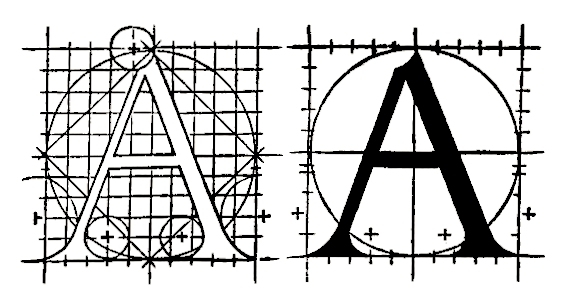
Les recherches de Geoffroy Tory sur la proportion des lettres (1529), appliquées aux garaldes, sont à l’origine du dessin des réales.